# Вашкевич, Вячеслав Андреевич
Вячеслав Андреевич Вашкевич (род. 9 мая 1983, Москва) — российский футбольный тренер. Главный тренер дзержинского «Арсенала».

## Карьера
Начинал тренерскую карьеру в 2003 году в составе футбольной академии московского «Спартака». В 2011 году перешёл в структуру юношеской академии московского «Локомотива». Позже специалист также возвращался как в «Спартак», так и в «Локомотив», где продолжал работать с юношескими командами. В июне 2023 года стал главным тренером молодёжной команды московского «Локомотива». В декабре 2023 года покинул московский клуб по окончании срока действия контракта.
В январе 2024 года возглавил дзержинский «Арсенал» из белорусской Высшей лиги.